# Parlatoreopsis longispina
Parlatoreopsis longispina är en insektsart som först beskrevs av Robert Newstead 1911.  Parlatoreopsis longispina ingår i släktet Parlatoreopsis och familjen pansarsköldlöss. Inga underarter finns listade i Catalogue of Life.